# Dispensário

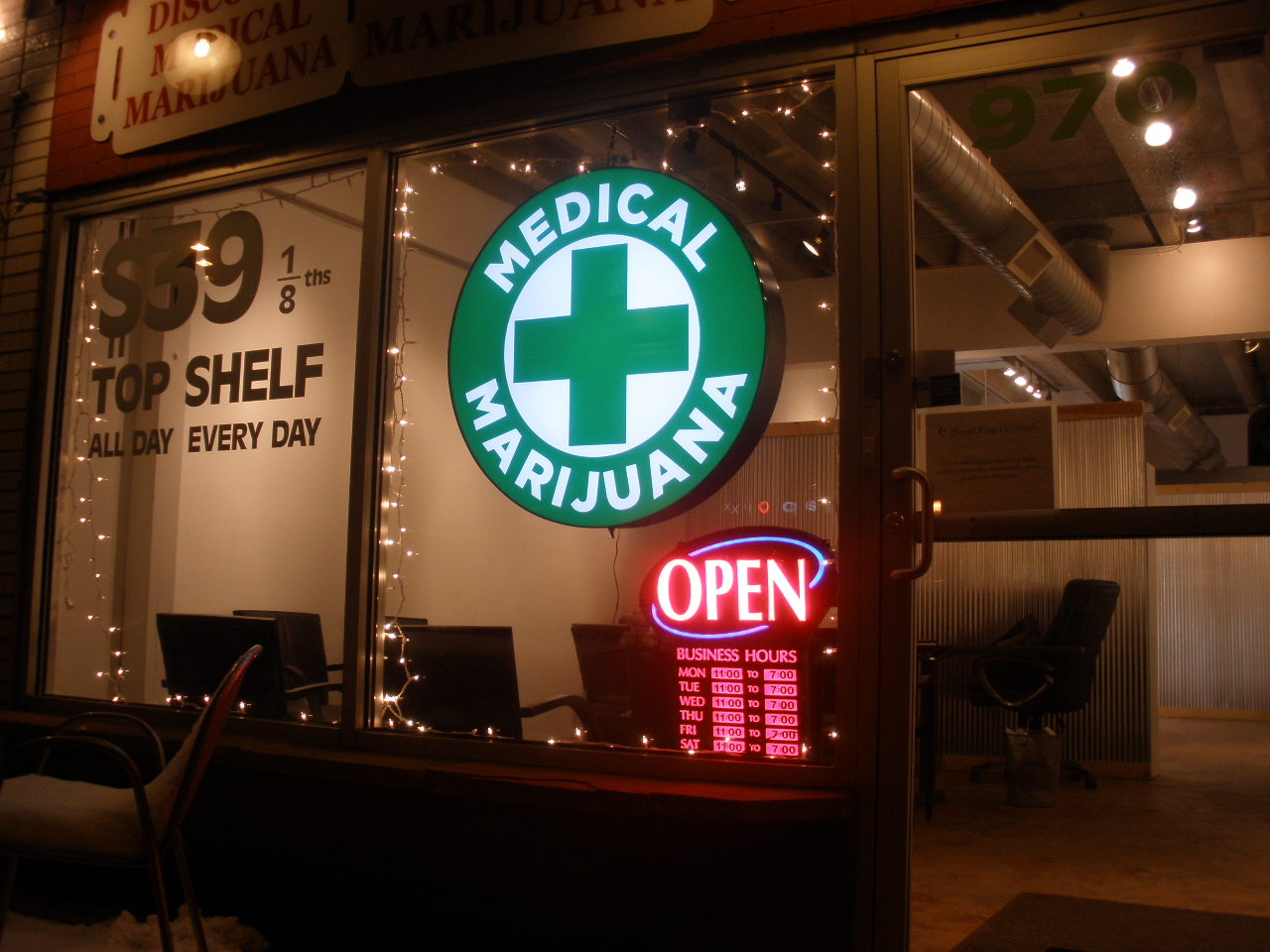
Um dispensário de cannabis

Um dispensário é uma repartição localizada  em uma escola, hospital, indústria ou outra organização que promova a distribuição de  medicamentos, suprimentos médicos e, em certos casos, até mesmo tratamento médico e odontológico. Num modelo padrão de dispensário,  um farmacêutico entrega  medicamentos de acordo com a receita apresentada ou formulário apresentado pelo paciente.
O surgimento de enormes indústrias no final do século XIX e início do século XX, como as grandes siderúrgicas, propiciou o surgimento de uma grande demanda por serviços socorristas dentro das empresas,  incluindo para o combate a incêndios, serviços de emergência médica e até mesmo cuidados primários mais próximos dos pacientes, sob controle da própria empresa e, em muitos casos, serviços de saúde de muito melhor qualidade do que os disponíveis em cidades vizinhas. Nesses casos, médicos e enfermeiras da empresa permaneciam regularmente de plantão.
O termo originou-se do substantivo latino medieval dispensaria e tem origem comum ao verbo latino dispensare, que significa "distribuir".

## Em Portugal
Os dispensários regiam-se por três funçôes: prevenir, tratar e educar. Destacam-se as seguintes datas:
- 1901: criação do primeiro dispensário antituberculoso em Lisboa;
- 1927: criado o Dispensário Central de Higiene Social de Lisboa,
- 1934: abriu o Dispensário de Higiene Social de Viana do Castelo